# Chápan
Chápan je české společné jméno pro tři rody ploskonosých opic z čeledi chápanovitých z podčeledi chápani. Jméno chápan nesou tyto rody:
- rod Ateles É. Geoffroy, 1806
  - chápan amazonský (Ateles marginatus) É. Geoffroy, 1809
  - chápan černý (Ateles paniscus) (Linnaeus, 1758)
  - chápan dlouhosrstý (Ateles belzebuth) É. Geoffroy, 1806
  - chápan hnědohlavý (Ateles fusciceps) Gray, 1866
  - chápan chamek (Ateles chamek) (Humboldt, 1812)
  - chápan skvrnočelý (Ateles hybridus) I. Geoffroy Saint-Hilaire, 1829
  - chápan středoamerický (Ateles geoffroyi) Kuhl, 1820
- rod Brachyteles Spix, 1823
  - chápan pavoučí (Brachyteles arachnoides) (É. Geoffroy, 1806)
  - chápan severní (Brachyteles hypoxanthus) Kuhl, 1820
- rod Lagothrix É. Geoffroy, 1812
  - chápan hnědý (Lagothrix flavicauda) Humboldt, 1812
  - chápan kolumbijský (Lagothrix lugens) Elliot, 1907
  - chápan stříbřitý (Lagothrix poeppigii) Schinz, 1844
  - chápan tmavošedý (Lagothrix cana) (É. Geoffroy in Humboldt, 1812)
  - chápan vlnatý (Lagothrix lagotricha) (Humboldt, 1812)
  - Lagothrix jutaiensis Marc G. M. van Roosmalen, 2003
  - Lagothrix ochroleucus (Lagothrix ochroleucus) Marc G. M. van Roosmalen, 2003[1][2]